# マキノスミレ
マキノスミレ（牧野菫、学名：Viola violacea var. makinoi）はスミレ科スミレ属の多年草。シハイスミレ（紫背菫、学名：V. violacea）を基本種とする変種。
なお、基本種のシハイスミレと本変種マキノスミレについて、それぞれ独立種とする見解がある。

## 特徴
無茎の種。地下茎は短い。基本種のシハイスミレに比べて葉をほぼ垂直に伸ばし、葉身は長さ2-4cm、幅1-1.5cm、三角状披針形で、シハイスミレより細く、先端は長くとがり、基部は深い心形になり、縁にはやや間隔のある低い鈍鋸歯がある。葉の質はやや厚く、表面は濃緑色で無毛で光沢があり、裏面は紫色を帯びる。葉柄は長さ2-4(-8)cmになる。果期の葉は、花時の2倍ほどの大きさに達する。
花期は4-5月。花の径は1.2-1.5cm、花色は淡紅色から濃紫色、シハイスミレより小型で色が濃い。唇弁に紫色のすじが入り、側弁の基部に毛は無い。唇弁の距は細長く、長さ6-8mmになる。雄蕊は5個あり、花柱はカマキリの頭形になる。

## 分布と生育環境
本州の兵庫県六甲山周辺から青森県（主に日本海側）までに分布し、低山地の比較的乾いた日当たりのよい場所に生育する。基本種のシハイスミレの分布地と重なる近畿地方や関東地方では両者の区別がつかないものがあるという。

## 名前の由来
和名のマキノスミレは「牧野菫」の意で、牧野富太郎を記念したもので、シノニムの V. makinoi H.Boissieu (1900) の種小名を直訳したもの。

## ギャラリー

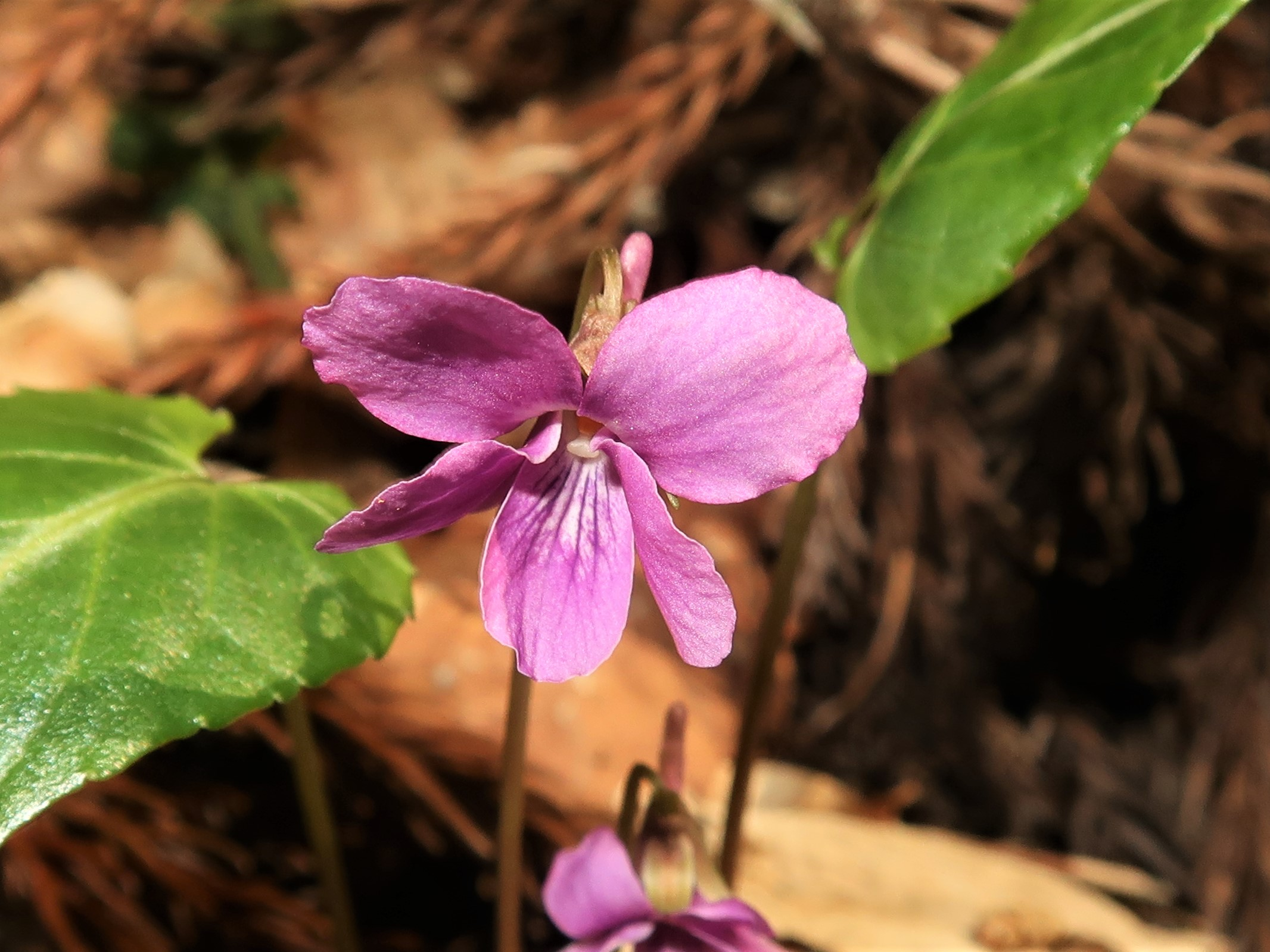
花は濃紫色で、唇弁に紫色のすじが入り、側弁の基部は無毛。
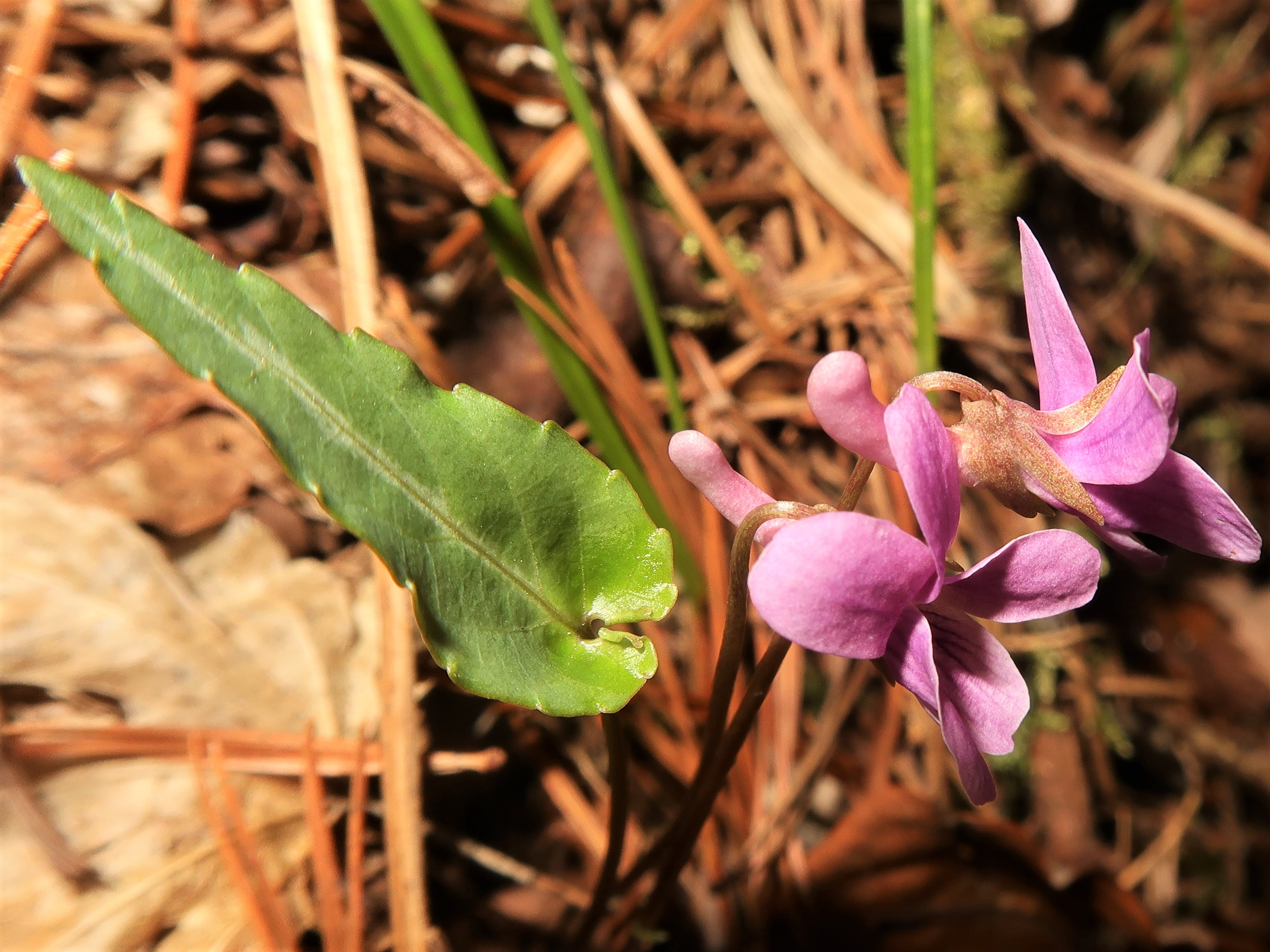
唇弁の距は細長い。葉身は三角状披針形で、細く長く、縁にはやや間隔のある低い鈍鋸歯がある。
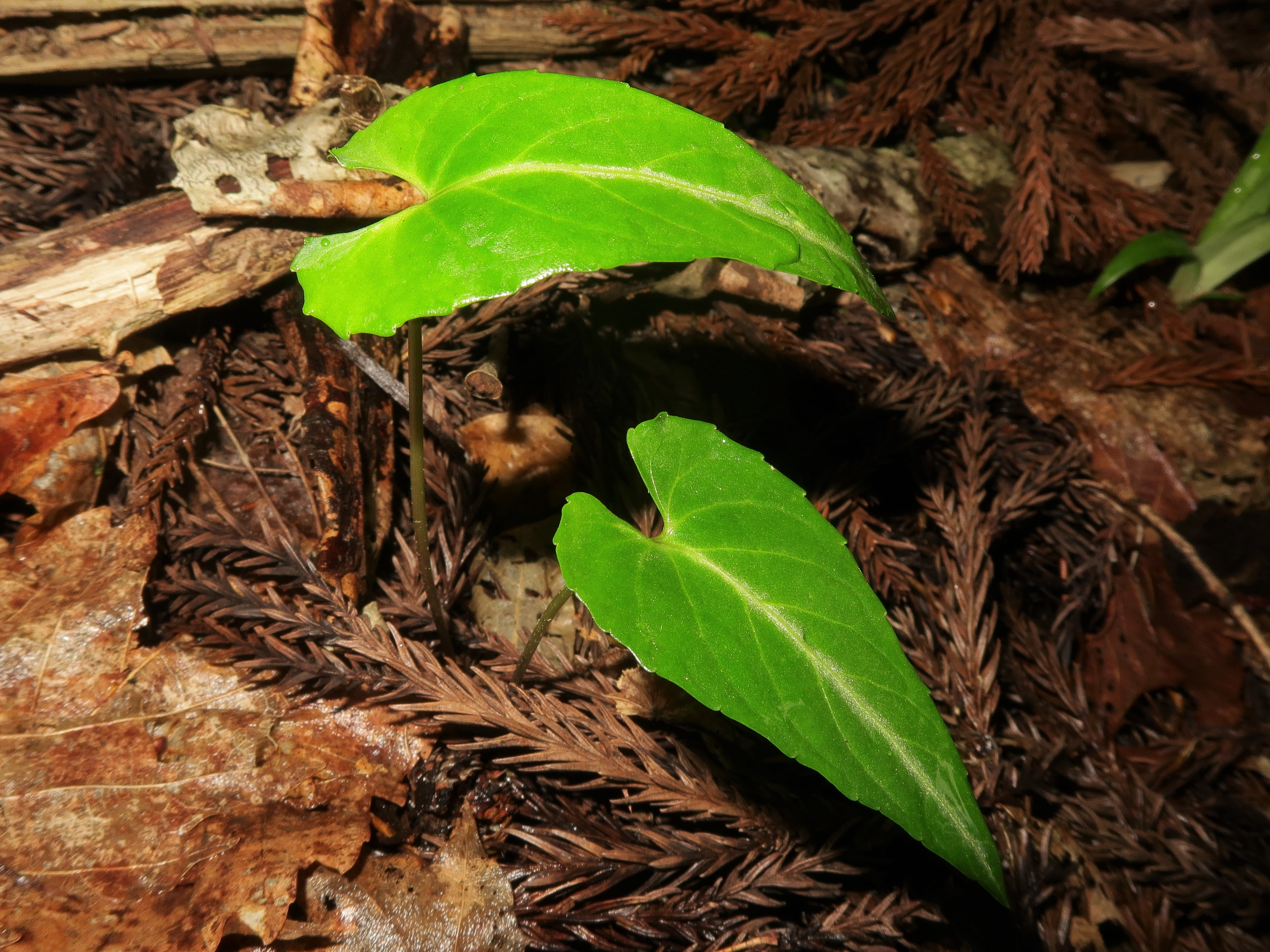
花後の葉。葉の質はやや厚く、表面は濃緑色で無毛で光沢がある。
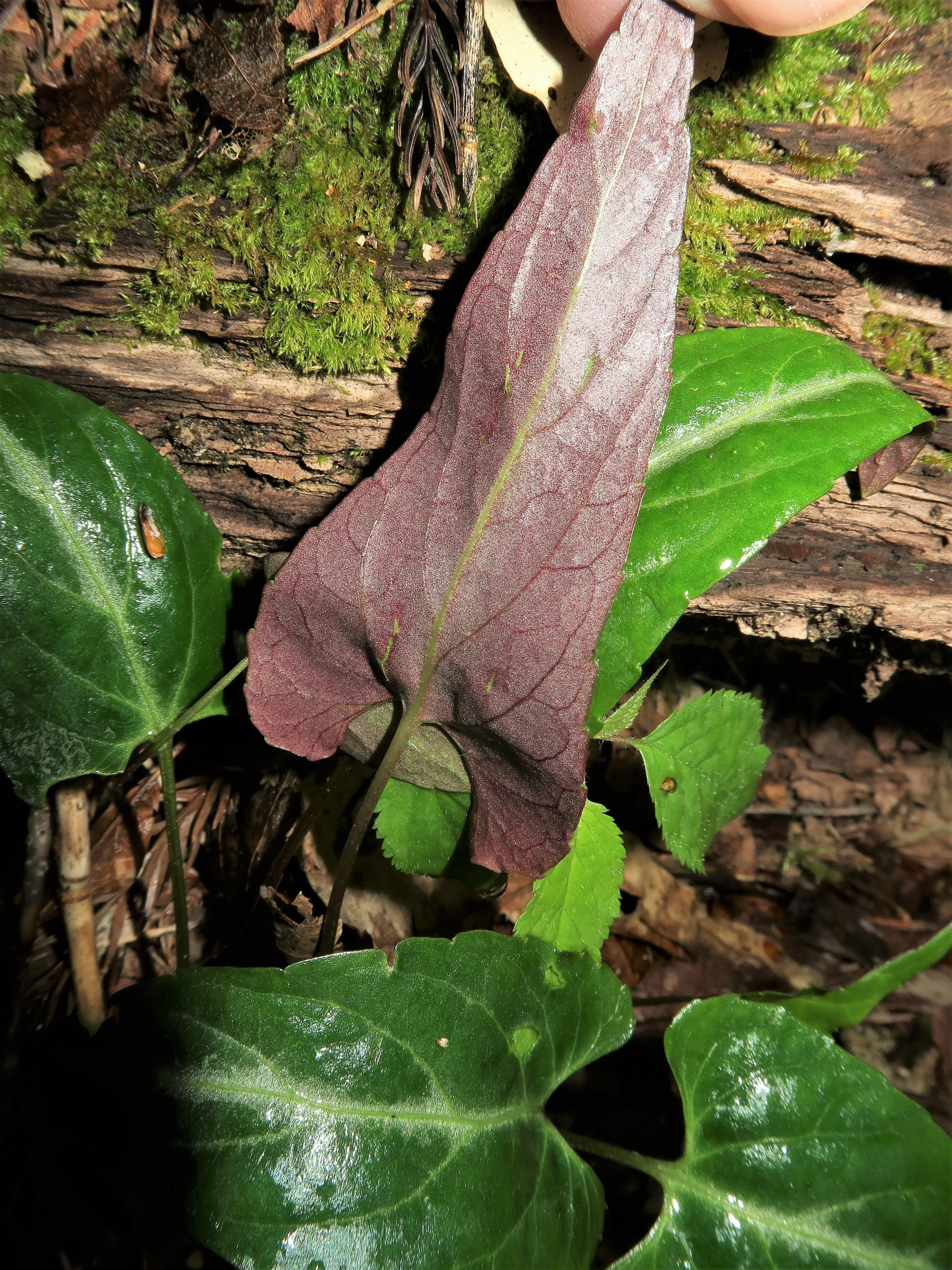
葉の裏面は紫色を帯びる。

## 下位分類
- フイリマキノスミレ Viola violacea Makino var. makinoi (H.Boissieu) Hiyama ex F.Maek. f. variegate E.Hama[9] - 葉に白色の斑紋が入る品種[5]。
- シロバナマキノスミレ - 花が白色になるもの。ただし正式に発表された学名はない[5]。

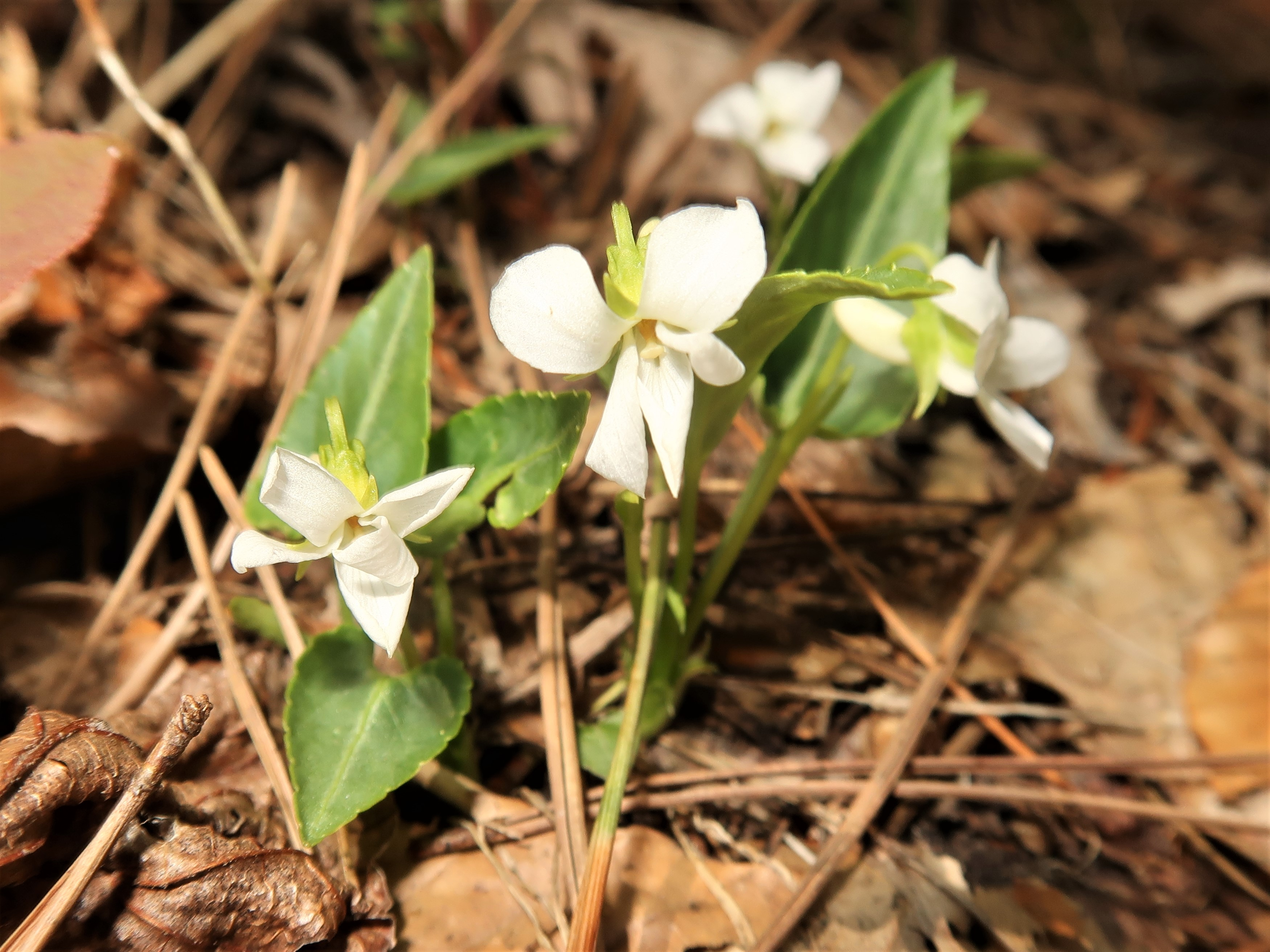
「シロバナマキノスミレ」 福島県会津地方 2020年5月上旬
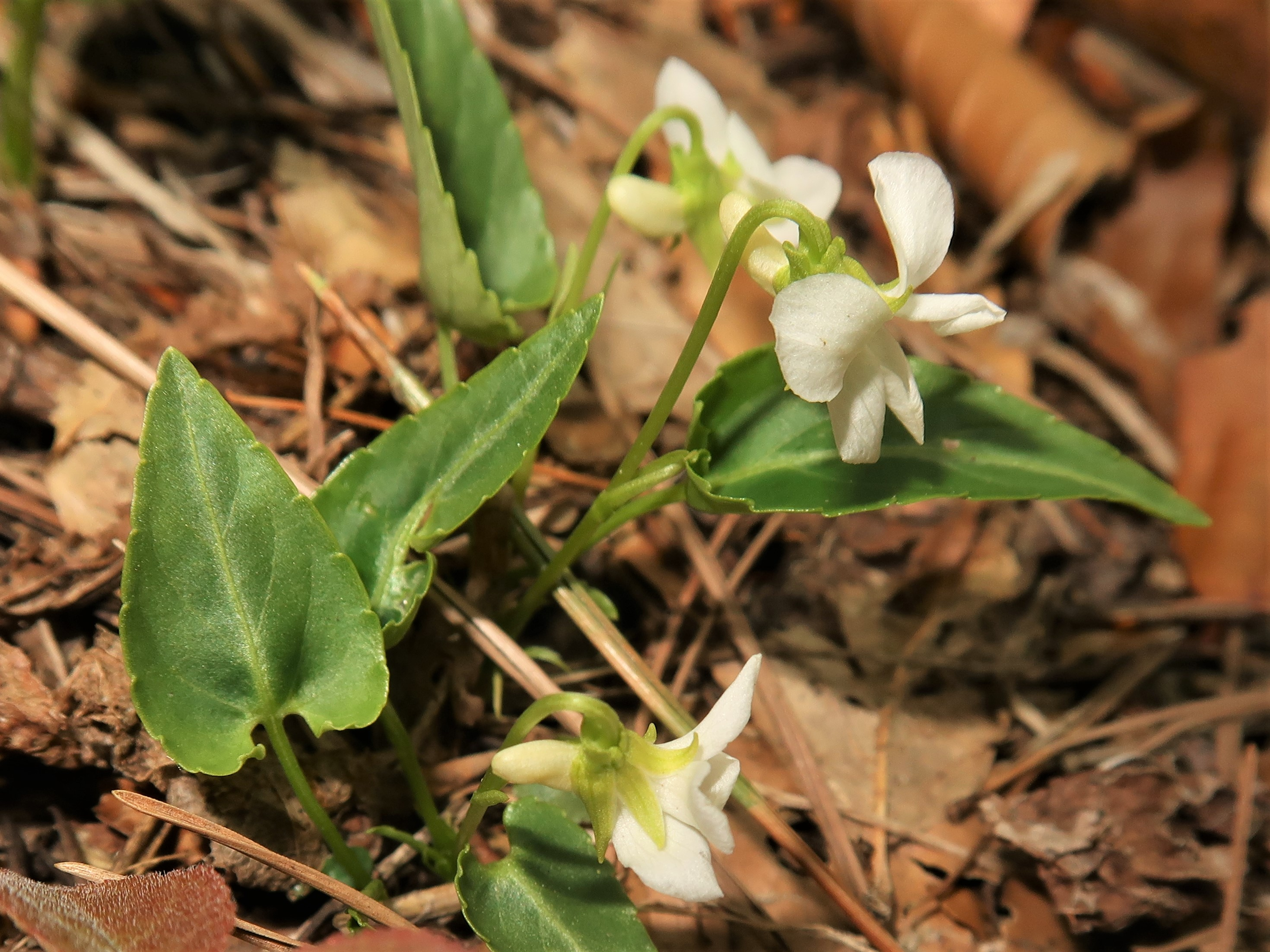
花が白色になる。正式な記載はされていない。

## 交雑種
- オノスミレ Viola keiskei Miq. × V. violacea Makino var. makinoi (H.Boissieu) Hiyama ex F.Maek.[10] - マルバスミレ×マキノスミレ[10]。
- ナギソスミレ Viola mandshurica W.Becker × V. violacea Makino var. makinoi (H.Boissieu) Hiyama ex F.Maek.[11] - スミレ×マキノスミレ[11]。
- オクハラスミレ Viola × okuharae F.Maek. ex T.Shimizu [12] - サクラスミレ×マキノスミレ。別名、ヤミゾスミレ[12]。
- ミツモリスミレ Viola × pseudomakinoi M.Mizush. ex T.Shimizu[13] - フイリフモトスミレ×マキノスミレ[13]。
- カワギシスミレ Viola × taradakensis Nakai nothovar. eizalacea F.Maek. et T.Hashim. ex T.Shimizu[14] - エイザンスミレ×マキノスミレ[14]。